# 김소희 (미스코리아)
김소희(1989년 10월 6일 ~ )는 대한민국의 2014년 미스코리아 서울 미(美)이다. 충청북도 청주에서 출생하였고 지난날 한때 대전에서 잠시 유아기를 보낸 적이 있으며 언니 김민주는 2013년 미스코리아에 충북 선(善)으로 참가해 미스코리아 미(美)에 입상했다.

## 프로필
- 출생: 1989년 10월 6일
- 신체: 171.8 cm, 51 kg, 35-24-36
- 학력: 충북예술고등학교 - 숙명여자대학교 무용학과

- 수상:

2012년 동아무용콩쿠르 한국무용 전통부문 은상 입상
2014년 미스코리아 서울 미(美)
- 취미: 요가, 등산
- 특기: 한국무용, 십자수

## 신체 사이즈
- 가슴: 35 in (88.9 cm)
- 허리: 24 in (61.0 cm)
- 엉덩이: 36 in (91.4 cm)